# قنسطانطيوس غالوس
فلافيوس كلاوديوس كونستانتيوس غالوس (حوالي 325/326–354)، يُعرف بشكل عام بـ  قنسطانطيوس غالوس، كان عضواً من السلالة القسطنطينية وقيصر في الإمبراطورية الرومانية (من 351 - إلى 354). كان جالوس القنصل (List of Roman consuls) لثلاث سنوات، من 352 إلى 354.